# Joachim Burser
Joachim Burser, född 1583 och död 1639, var en tysk-dansk läkare och botanist.
Burser blev senare professor i medicin och fysik i Sorø. Under resor i skilda delar av Europa samlade Burser ett stort herbarium, Hortus siccus, och upplade även efter överflyttningen till Danmark ett herbarium av danska växter. Växtsamlingarna annekterade under  Karl X Gustafs krig, och fann efter växlande öden sin plats på Uppsala botaniska institut. Hortus siccus härrör från samma tid som Gaspard Bauhins Pinax theatri botanici (1623) och innehåller typexemplar till flera av de här upptagna växtarterna, och är därför nästan oersättligt när det gäller anknytningen mellan den Linnéska nomenklaturen och den äldre patristiska.
Växtsläktet Bursera och familjen Burseraceae är uppkallade efter Burser.